# Mariana Larrabure de Orbegoso
Mariana Mónica María Luisa Larrabure de Orbegoso (Trujillo, 2 de mayo de 1976) es una modelo, reina de belleza y empresaria peruana, ganadora del Miss Perú Mundo 1998 y finalista del Miss Mundo 1998.

## Biografía
Es hija de Eduardo Larrabure Gamero y Mariana Alejandra Rosa de Orbegoso y Orbegoso. Realizó estudios primarios en el Colegio Da Vinci y secundarios en el Colegio Sagrado Corazón Sophianum. Posteriormente, estudió Diseño gráfico, en el Toulouse-Lautrec; Escultura y Pintura, en la Escuela Nacional de Bellas Artes; y Alta cocina, en Le Cordon Bleu Perú.
En 1998, a los 22 años, se convirtió en Miss Perú Mundo, representando a La Libertad. Participó en el Miss Mundo 1998, llevado a cabo en la isla de Mahé, Seychelles; en este certamen quedó en el Top 10. En el 2001, quedó entre las finalistas del Miss Mesoamérica en Houston, Texas.
En 2010 dejó temporalmente el modelaje la carrera cuando fue detenida preliminarmente por supuestamente estar involucrada en el tráfico de drogas. En 2014 continuó su carrera mientras formó su propia productora.